# Onthophagus shillongensis
Onthophagus shillongensis es una especie de insecto del género Onthophagus, familia Scarabaeidae, orden Coleoptera.

Fue descrita científicamente por Scheuern en 1995.